# Kollektivt selvmord
Kollektivt selvmord er selvmord, som udføres af en større gruppe personer sammen.
Det sker oftest ved, at gruppen begår selvmord ved indtagelse af gift eller andet dødeligt. Ofte handler det om, at gruppen tror, at selvmord skal føre dem videre til et efterliv eller en anden dimension. Folk, der har været under belejring, har også begået kollektivt selvmord hellere end at falde i fjendens magt (Adolf Hitler og hustru Eva Braun d. 30. april 1945). Af personer, som har begået kollektivt selvmord, kan nævnes den amerikanske sekt Heaven's Gate, som gjorde det i 1997, de jødiske forsvarere af fæstningen Masada i år 73 og beboerne i Jonestown i Guyana i 1978.